# Ruisseau de l'Esclancide
Le ruisseau de l'Esclancide est une rivière française qui coule dans le département de la Lozère en ancienne région Languedoc-Roussillon donc en nouvelle région Occitanie. C'est un affluent du Lot en rive droite, donc un sous-affluent de la Garonne.

## Géographie
De 12 km de longueur, Ruisseau de l'Esclancide prend sa source sur le versant sud-est du plateau du Charpal commune de Laubert. Dès sa naissance la rivière s'oriente vers le sud, direction qu'elle maintiendra jusqu'à la fin de son parcours. Sa vallée longe le rebord ouest du causse de Montbel. Après un parcours de 12 kilomètres, elle se jette dans le Lot en rive droite, à la limite entre les localités de Chadenet et de Sainte-Hélène, à une douzaine de kilomètres en amont (à l'est) de Mende.

### Communes traversées
L'Esclancide baigne les communes suivantes, toutes situées dans le département de la Lozère :
- Laubert, Pelouse, Chadenet et Sainte-Hélène.

## Principaux affluents
- Ruisseau de la Loubière : 5,3 km
- Ruisseau de Sagnelongue : 7 km

## Hydrologie
L'Esclancide est une rivière irrégulière mais assez abondante. 

### L'Esclancide à Pelouse
Son débit a été observé durant une période de 31 ans (1978–2008), à Pelouse, petite localité pittoresque du département de la Lozère située peu avant son confluent avec le Lot. Le bassin versant de la rivière y est de 31 km2 (soit plus ou moins sa totalité).
Le module de la rivière à Pelouse est de 0,495 m3/s.
L'Esclancide présente un profil pluvio-nival avec deux saisons bien marquées. Les hautes eaux se déroulent de la fin de l'automne au début du printemps. Elles se caractérisent par des débits mensuels moyens allant de 0,588 et 0,804 m3/s, de novembre à mai inclus (avec un maximum en mars-avril, celui-ci correspondant à la fonte des neiges, aux pluies de printemps, et aussi au niveau élevé des nappes souterraines en fin d'hiver). Au mois de juin le débit baisse nettement et constitue une transition vers les basses eaux d'été qui ont lieu de juillet à septembre, entraînant une baisse du débit moyen mensuel allant jusqu'à 0,055 m3/s au mois d'août (55 litres par seconde). Mais les fluctuations de débit peuvent être bien plus prononcées sur de plus courtes périodes ou selon les années.

### Étiage ou basses eaux
À l'étiage, le VCN3 peut chuter jusque 0,005 m3/s, en cas de période quinquennale sèche, soit 5 litres par seconde, ce qui peut être considéré comme très sévère.

### Crues
Les crues peuvent être assez importantes proportionnellement à la taille modeste du bassin versant de la rivière. Les QIX 2 et QIX 5 valent respectivement 8,2 et 12 m3/s. Le QIX 10 est de 15 m3/s et le QIX 20 de 18 m3/s. Le QIX 50 atteint 22 m3/s.
Le débit instantané maximal a été de 32,9 m3/s le 3 décembre 2003, tandis que le débit journalier maximal était de 18,4 m3/s le même jour. En compare la première de ces valeurs à l'échelle des QIX de la rivière, il apparaît que cette crue était bien plus importante que la crue cinquantennale définie par le QIX 50, et donc tout à fait exceptionnelle.

### Lame d'eau et débit spécifique
L'Esclancide est une petite rivière abondante, bien alimentée par les précipitations de son bassin. La lame d'eau écoulée dans son bassin versant est de 505 millimètres annuellement, ce qui est largement supérieur à la moyenne d'ensemble de la France tous bassins confondus (plus ou moins 320 millimètres/an). Elle est aussi supérieure à celle de l'ensemble du bassin du Lot (446 millimètres/an). Le débit spécifique (ou Qsp) de la rivière atteint 16 litres par seconde et par kilomètre carré de bassin.